# Махдашт

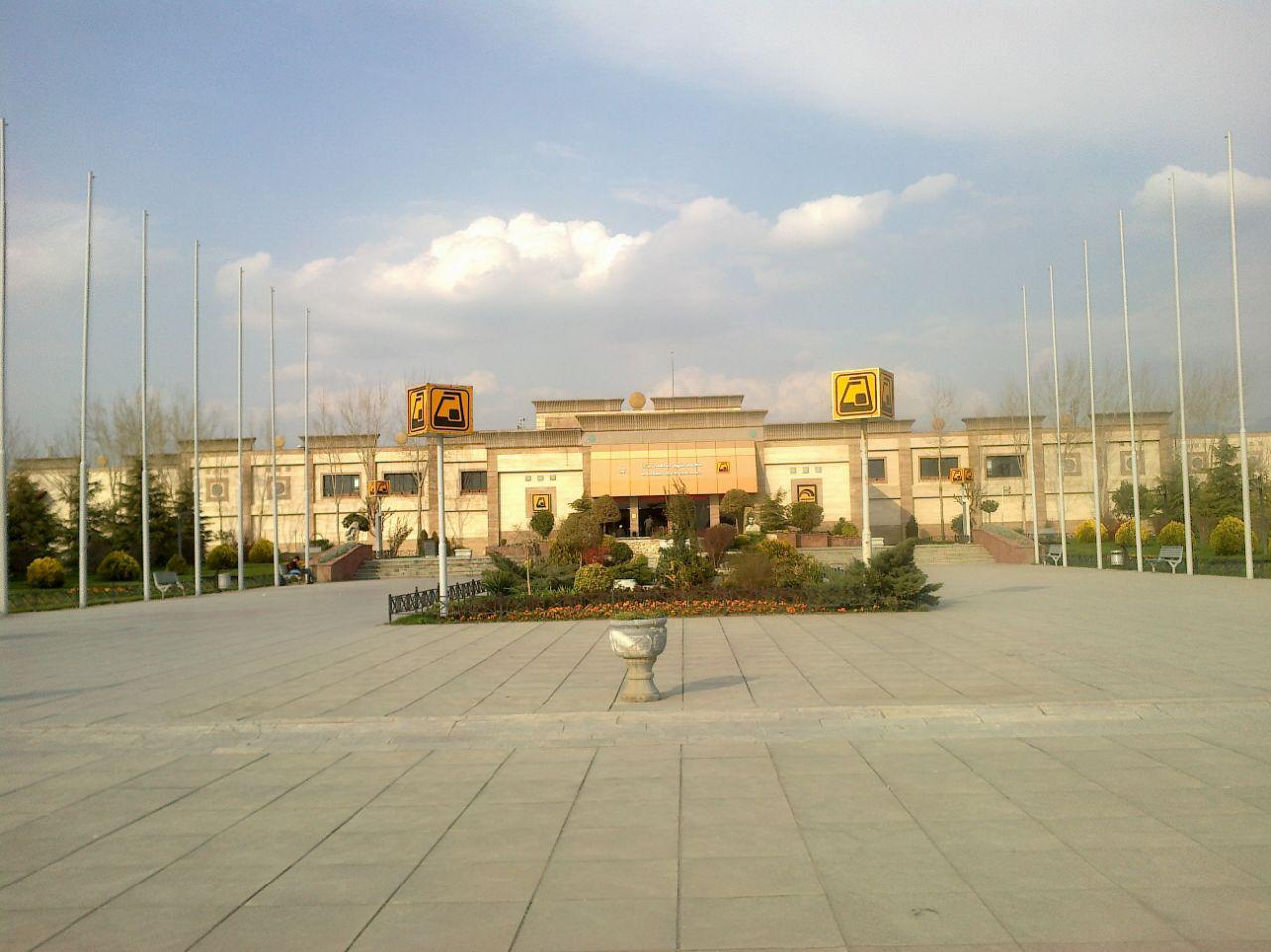
Станция метро Мохаммад Шахр (Махдашт)

Махдашт (перс. ماهدَشت‎, произносится: Махдащт) — город в Иране, в остане Альборз. Площадь города равна 6116,7 га, и он располагается в 18 км к юго-западу от Кереджа. Махдащт обладает хорошим климатом, поэтому этот город стал одним из туристических центров остана. В настоящее время он располагает 2700 га сельскохозяйственных площадей, являясь тем самым одним из сельскохозяйственных центров провинции. В городе также есть и промышленные районы. У Махдашта выгодное географическое положение, поскольку город, с одной стороны, находится на пути трассы Тегеран-Кередж-Эщтехард, которая связывает город также с останами Казвин, Хамадан, Керманшах и Кордестан, а с другой стороны, Махдашт лежит на пути трассы, соединяющей Шахрияр с останом Маркязи. Кроме того, город находится вблизи аэропорта Пайям и свободной экономической зоны Пайям.

## Достопримечательности
Курган Мардабад относится к третьему тысячелетию до н. э., зарегистрирован в качестве одного из памятников национального значения Ирана. Источник Махдашт — содержит вещества, необходимые для лечения болезней желудочно-кишечного тракта, а также кожных заболеваний. Крепость Xайдарабад — древняя крепость, сохранившаяся с XVI в. н. э., расположенная в деревне Хосейнабад. Гробница имамзаде Касыма в деревне Хаджиабад около Махдашта. В 7 км от Махдашта находится большая пещера Чах-е Див 20×25 м и глубиною в 70 м.

## Известные люди в Махдашт
1. Аббаспур, Байтоллах — это бодибилдинг.
2. Мохсен Самади — это бодибилдинг.
3. Маджид Ходабанделу — футболист.
4. Арман Захеди — спортивный журналист.
5. Мохаммед Аслани — борец.
6. Бахман Хассанзаде — тренер по каратэ и секретарь WSKF в стиле шотокан в Иране.

## Демографическая динамика
Население города можно определить, исходя из данных трёх последних иранских переписей. В 1996 году в городе проживало 28976 человек, в 2006 году — 43108 человек, в 2011 году — 51518 жителей. Общие темпы роста населения, таким образом, оказались равны 1,8 раз, а среднегодовые темпы общего роста населения за 1996—2006 гг. — 4,1 %, а за 2006-11 гг. — 3,6 %. Таким образом, город характеризуют очень высокие темпы роста населения, которые, впрочем, в последнее время всё же начали снижаться. Абсолютные среднегодовые темпы роста за 1996—2006 гг. оказались равны — в среднем 1410 человек, а за 2006-11 гг. — 1680 человек. Таким образом, несмотря на некоторое снижение относительных темпов роста населения города, его абсолютные темпы продолжают увеличиваться. Известен также половой состав населения города: по последней переписи в нём проживают 26490 мужчин и 25028 женщин. Другими словами, на 100 женщин приходится 106 мужчин.